# Conus mitraeformis
Conus mitraeformis é uma espécie de gastrópode do gênero Conus, pertencente à família Conidae.